# Build the Earth
Build the Earth (BTE) — проєкт, який присвячений відтворенню Землі в масштабі 1:1 у відеогрі Minecraft.

## Історія
Build The Earth був заснований ютубером PippenFTS у березні 2020. У своєму відеоролику на YouTube PippenFTS закликав охочих відтворювати споруди, що існують на Землі, на основі рудиментарної карти поверхні. Незабаром було створено Discord-сервер для координації проєкту, який до квітня 2020 року залучив понад 100 000 користувачів.

Вид з повітря на карту проєкту Build The Earth на базі модифікованої проєкції Дімаксіон.

Через те, що спроби створити земний рельєф на базі проєкції Меркатора обернулись невдачею, розробники проєкту використали модифіковану проєкцію Дімаксіон. Таким чином вдалось мінімізувати викривлення суходолу коштом значного викривлення океанів.
Mojang Studios, розробники Minecraft, представили проєкт на своєму сайті у публікації на честь Дня Землі 2020. У липні 2020 року ютубер MrBeast випустив відео, де він і ще 50 людей побудували своє рідне місто Ролі в рамках проєкту.
У 2020 році Деніел Тан завершив будівництво копії Тадж Махалу на сервері. У 2022 році команда з більш як 2 000 гравців побудували повні копії багатьох локацій Нью-Йорка в масштабі 1:1, зокрема такі відомі, як музей і меморіал 11 вересня, Верховний суд округу Нью-Йорк, Собор Святого Патрика та Сохо. Інша команда з понад 400 гравців збудувала окремі визначні будівлі у Португалії, в тому числі Міжнародний автодром Алгарве.

## Програмне забезпечення
Проєкт Build The Earth залежить насамперед від двох модифікацій Minecraft: Cubic Chunks та Terra++. Cubic Chunks прибирає обмеження на будування у висоту, а Terra++ використовує геоінформаційні системи, як карти OpenStreetMap, для автоматичної генерації поверхні Землі, для прискорення процесу будівництва. Спочатку проєкт використовував оригінальну модифікацію, Terra 1-to-1, відгалуженням якої є Terra++. PippenFTS заявляв, що «з модифікацією Cubic Chunks, що прибирає обмеження на будування у висоту, ми можемо побудувати Землю в Minecraft такою, яка вона є, без зменшення масштабу».